# Calciumsilicat
Calciumsilicat ist eine chemische Verbindung aus der Gruppe der Calciumverbindungen und Silicate.

## Vorkommen
Calciumsilicat kommt natürlich in Form des Minerals Wollastonit vor.

## Gewinnung und Darstellung
Calciumsilicat kann durch Reaktion von Calciumoxid (CaO, Branntkalk) mit Siliciumdioxid (SiO2, Quarz beziehungsweise Kieselgel) gewonnen werden:
{\displaystyle \mathrm {CaO+SiO_{2}\longrightarrow CaSiO_{3}} }

## Eigenschaften
Calciumsilicat ist ein weißer geruchloser Feststoff, welcher praktisch unlöslich in Wasser ist.

## Verwendung

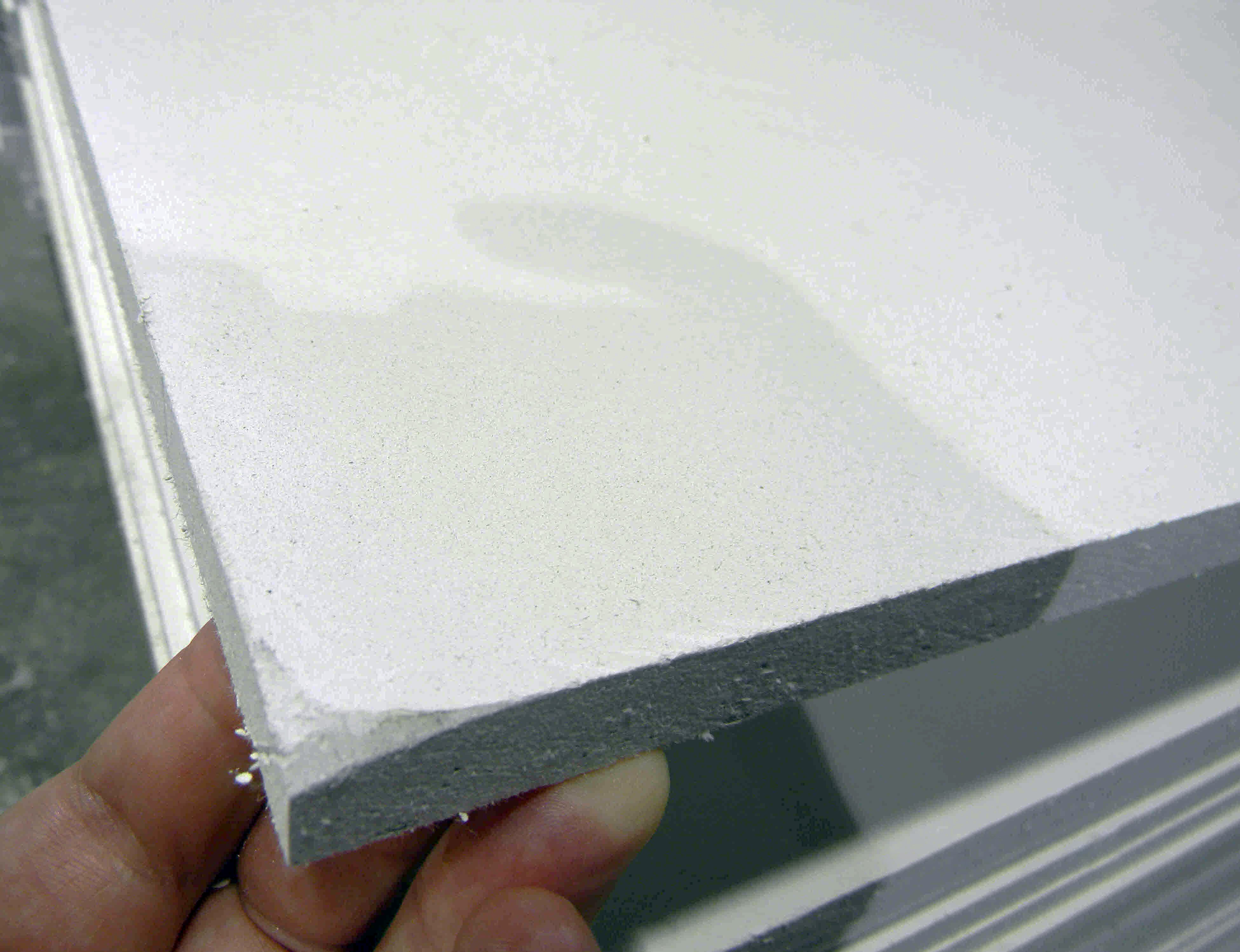
Calciumsilicatplatte für baulichen Brandschutz

Calciumsilicat wird in der Lebensmitteltechnik als Trennmittel oder als Trägersubstanz (für Farbstoffe und Emulgatoren) verwendet. Es ist in der EU als Lebensmittelzusatzstoff der Nummer E 552 mit Höchstmengenbeschränkungen von 10 Gramm pro Kilogramm für bestimmte Lebensmittel zugelassen, bei Würz- und Nahrungsergänzungsmitteln auch ohne Höchstmengenbeschränkung (quantum satis).
Das Mineral Wollastonit wird vielfältig in der Keramikindustrie und als Füllstoff für Polymere verwendet.
Calciumsilicatplatten werden im Bauwesen für den baulichen Brandschutz eingesetzt sowie als Innendämmung von Wänden und Decken. Calciumsilikat wird der Brandschutzklasse A1 zugeordnet. Durch den hohen pH-Wert wird Schimmelbildung verhindert. 